# Hendrik van Veldeke
Hendrik van Veldeke (He(y)nric Veldeke(n), conegut molt sovint en la versió alemanya del nom Heinrich von Veldeke) (Veldeke, Spalbeek, Hasselt, actualment a Bèlgica; abans o al voltant de 1150 - després de 1184) fou el primer escriptor en llengua vulgar de nom conegut dels Països Baixos. Els seus textos (lírica, narrativa i poesia hagiogràfica) estan escrits en alt alemany mitjà i en neerlandès mitjà, i per això se'l reclama com un dels primers autors tant de la literatura neerlandesa com alemanya, i també limburguesa, alhora. Passà molta part de la seva vida a les corts alemanyes.

## Vida
Se suposa que Hendrik van Veldeke va néixer vers 1140/1150 perquè el manuscrit de l'Enees consta com a ja escrit en les seves dues terceres parts el 1174. Era d'una família de ministerials, possiblement rebé formació religiosa però entrà al servei de les corts: estigué al servei dels comtes de Loon i Rieneck, i també cita com a mecenes Margarida de Cleves i el landgravi Hermann de Turíngia, a la cort del qual completà l'Enees. Consta que assistí a Magúncia per la Pentacosta de 1184 a la famosa festa de Frederic I Barba-roja, en honor del seus fills Enric i Frederic.
Va morir probablement vers 1190 al castell de Neuenburg a Freyburg. Wolfram von Eschenbach es lamenta de la seva mort prematura en el Parzival, escrit vers 1205.
La seva formació inclogué el llatí (utilitza fonts llatines per la vida de Servaci) i coneixia també el francès antic, ja que el seu Enees utilitza el roman francès. La seva poesia conté al·lusions a Tristany, Salomó, etc., cosa que mostra una formació cultural. La vida de Servaci està en neerlandès mitjà i també algun dels seus poemes. S'ha discutit si van Veldeke hauria escrit l'Enees en el seu dialecte natiu, però el fet és que només es conserva en alt alemany. Altrament, discutir la nacionalitat en termes de divisions polítiques actuals o fins i tot en termes de literatures nacionals (concepte posterior a l'edat mitjana) en personatges del segle xii no té gaire sentit.

## Obres

### Vida de Sant Servaci

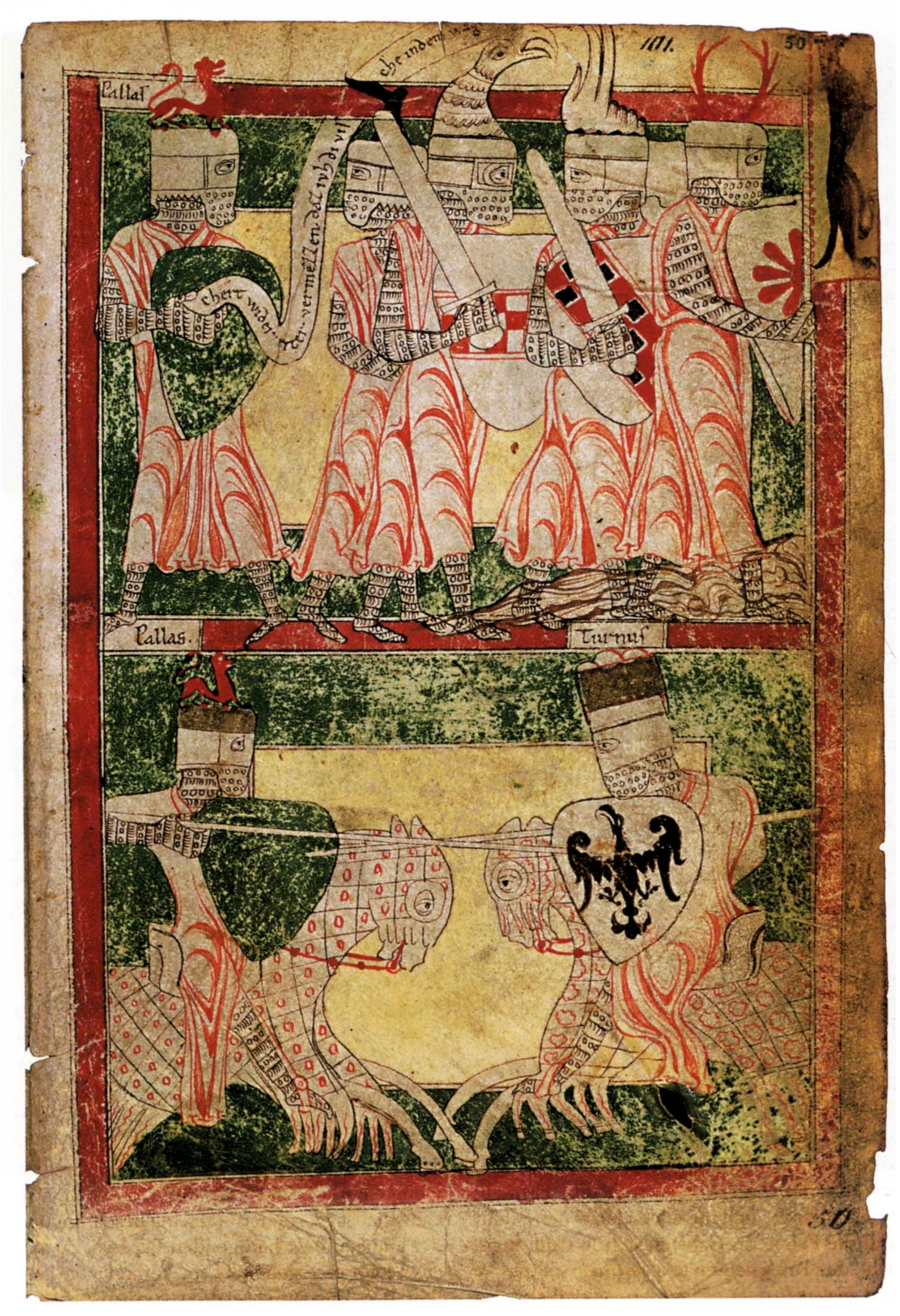
Il·lustració d'un manuscrit del Roman d'Enees de vers 1215; Berlin, Staatsbibliothek Pr. Kb. Ms. Germ. Fol. 282, f. 50r

La primera obra de Hendrik van Veldeke fou Sente Servas, una vida de Sant Servaci de Tongeren, sant del segle iv, bisbe, mort a Maastricht. És una obra d'uns 6.200 versos encarregada per Hessel, sagristà del capítol de Sant Servaci a Maastricht, i per Agnes van Metz, comtessa de Loon. Es considera que està escrita vers 1170; té una primera part on narra la vida del sant i una segona part, que a vegades es data una mica més tard (1174-1185), amb els miracles obrats per Servaci després de la seva mort. Sembla que van Veldeke s'inspirà del text llatí Actus Sancti Servatii, escrit per un tal Jocundus entre 1066 i 1088, i en la Vita Sancti Servatii. El text s'ha conservat en un manuscrit de 1470 de la biblioteca de la Universitat de Leiden (Leiden, Universiteitsbibliotheek, BPL 1215) i se n'han trobat fragments de còpies més antigues.

### Eneit(roman d'Enees)
L'obra més coneguda de van Veldeke és la narració sobre Enees, escrita en 13.500 versos apariats. És el primer roman cortès en una llengua germànica i fou molt lloat per autors posteriors; prova del seu èxit és que se'n conserven nombroses còpies manuscrites. Pel que diu en l'epílog, el deixà llegir a la comtessa de Cleves en una versió inacabada el 1175, versió que li fou robada i, finalment, el roman fou completat a partir de 1184 a la cort de Hermann de Turíngia. La font d'aquesta obra no és directament Virgili sinó el Roman d'Enéas francès (ca. 1160), un dels més importants dels romans antics. Com altres autors del roman antic fa una adaptació de la temàtica clàssica als valors i societat cortesa de la seva època.

### Poesia
Es conserven una trentena de poesies de van Veldeke. És un dels primers Minnesänger a mostrar influències de la poesia trobadoresca; la seva poesia té un to personal per la seva ironia i humor. Usa l'exordi primaveral, contrastant l'estat de la natura amb el seu estat d'ànim.
La seva obra poètica s'ha conservat en el Kleine Heidelberger Liederhandschrift (Heidelberg, Universitätsbibliothek, Codex Palatinus Germanicus 357), en el Weingartner Liederhandschrift (Stuttgart, Württembergische Landesbibliothek, Codex HB XIII 1) i en el Groβe Heidelberger Liederhandschrift, és a dir, el Còdex Manesse.

## Llegat

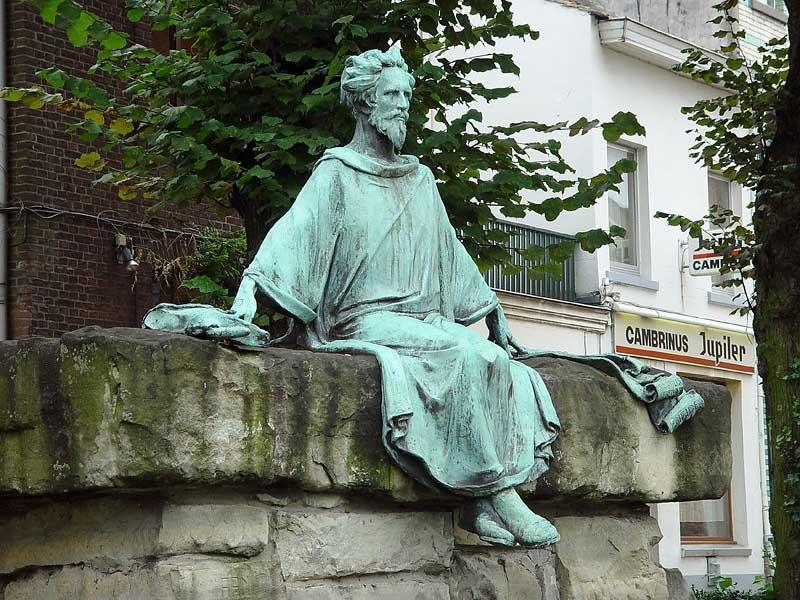
Monument a Hendrik van Veldeke a Hasselt

L'obra de van Veldeke fou apreciada pels autors alemanys del segle xiii. El citen elogiosament Wolfram von Eschenbach, Hartmann von Aue i Gottfried von Strassburg. En canvi, no n'hi ha mencions clares en la literatura neerlandesa.
En l'actualitat, tant a Maastricht com a Hasselt hi ha estàtues dedicades al poeta, així com hi ha molts carrers, escoles i associacions culturals que porten el seu nom. Hi ha una novel·la moderna insipirada en la vida de van Veldeke: Paul Weelen, De droom van de minnezanger ("El somni del Minnesänger") (Maastricht 2007)